# NGC 854
NGC 854 (również PGC 8388) – galaktyka spiralna z poprzeczką (SBc), znajdująca się w gwiazdozbiorze Pieca. Została odkryta 1 września 1834 roku przez Johna Herschela.